# Yasufumi Nakanoue
Yasufumi Nakaue (中上 靖文, Nakaue Yasufumi), né le 14 juin 1986 à Ōsaka, est un catcheur (lutteur professionnel) japonais plus connu sous le nom de ring de Yasufumi Nakanoue (中之上 靖文, Nakanoue Yasufumi).

## All Japan Pro Wrestling (2010–2013)
Nakanoue a fait ses débuts pour la All Japan Pro Wrestling (AJPW) le 2 janvier 2010, perdant contre Shūji Kondō.

## Wrestle-1 (2013–2016)
Lors du show inaugural de la fédération, le 8 septembre, lui et Ryota Hama perdent contre Kohei Sato & Ryoji Sai.
Le 27 novembre 2015, Jiro Kuroshio et Seiki Yoshioka battent Real Desperado (Kazma Sakamoto, Koji Doi et Nosawa Rongai) et remportent les UWA World Trios Championship pour la deuxième fois.
Le 8 juin 2016, lui et Yuji Okabayashi battent Real Desperado (Kazma Sakamoto et Yuji Hino) et remportent les Wrestle-1 Tag Team Championship. Le 1er juillet, ils conservent  leur titres contre TriggeR (“brother” YASSHI & Shūji Kondō). Le 29 juillet, ils perdent les titres contre new Wild order (Jun Kasai et Manabu Soya).

## Big Japan Pro Wrestling (2016-...)
Lors de BJW 2021 New Year, il bat Yuji Okabayashi et remporte son premier titre en simple, le BJW World Strong Heavyweight Championship.

## Autres Fédérations
Le 9 mars, 2014, Yasu est apparu pour la Total Nonstop Action Wrestling dans le cadre d'une relation de travail entre la Wrestle-1 et la TNA, faisant équipe avec The Great Muta et Sanada pour vaincre Chris Sabin, Christopher Daniels et Kazarian dans un Six-Man Interpromotional Tag Team Steel Cage match lors de Lockdown (2014).

## Prises de finition et prises favorites
- Prises favorites
  - Lariat

## Palmarès
- Big Japan Pro Wrestling
  - 1 fois BJW World Strong Heavyweight Championship (actuel)
  - 1 fois BJW Tag Team Championship avec Ryota Hama
  - 6 fois Yokohama Shopping Street 6-Man Tag Team Championship avec Ryota Hama et Shogun Okamoto (1), Ryota Hama et Yoshihisa Uto (4) et Ryota Hama et Takeshi Irei (1)

- Wrestle-1
  - 2 fois UWA World Trios Championship avec Jiro Kuroshio et Seiki Yoshioka
  - 1 fois Wrestle-1 Tag Team Championship avec Yuji Okabayashi

## Récompenses des magazines
- Pro Wrestling Illustrated

| Année | 2021 | 2022 |
| ----- | ---- | ---- |
| Rang  | 366  | 168  |